# Pierre Decouz

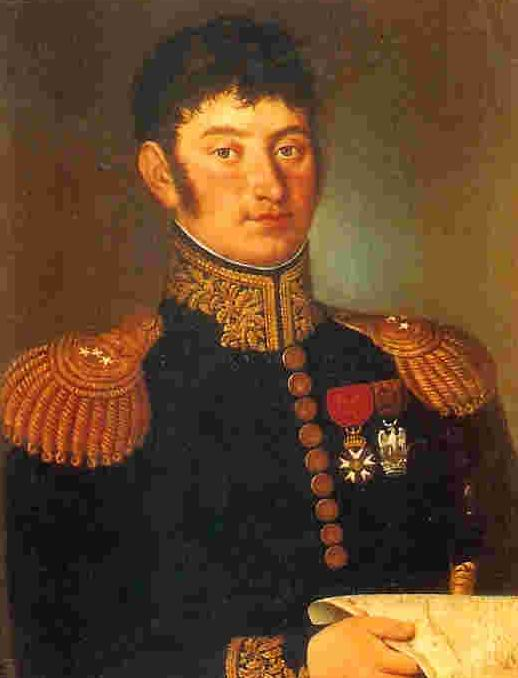
Pierre Decouz

Pierre Decouz (* 18. Juli 1775 in Annecy, Département Haute-Savoie; † 18. Februar 1814 in Paris) war ein französischer General der Infanterie.

## Leben und Wirken
Im März 1793 trat Decouz als Freiwilliger in die Armee ein und bereits im Mai desselben Jahres wurde er zum Sous-lieutenant befördert. Als solcher nahm er an der Belagerung von Toulon (September/Dezember 1793) teil und wurde am Tag der Kapitulation Toulons (18. Dezember) zum Lieutenant befördert.
Ab 1794 diente Decouz in der Armée d’Italie und nach weiteren Beförderungen kam er 1797 in den Stab von General François Rambeaud (1745–1799). Als im darauffolgenden Jahr Napoleon Bonaparte seine Invasion nach Ägypten plante, nahm Decouz unter dem Kommando Rambeauds daran teil. Nach seiner Beförderung zum Capitaine wechselte er im September 1798 in den Stab von General Jean Lannes und kämpfte unter diesem u. a. bei Akkon (März/Mai 1799), bei den Pyramiden (21. Juli 1799) und bei Abukir (25. Juli 1799).
Während dieser Zeit wurde Decouz Aide-de-camp bei Général Louis de Friant und kehrte 1801 wieder nach Frankreich zurück. Er ließ sich in Paris nieder und heiratete dort die Tochter eines Juristen.
Zu Beginn des dritten Koalitionskrieges kam Decouz 1805 wieder zu Général Jean Lannes und kämpfte unter dessen Befehl u. a. vor Schöngrabern (16. November 1805), Austerlitz (2. Dezember 1805), Auerstedt (14. Oktober 1806) und Pułtusk (26. Dezember 1806).
Nach weiteren Beförderungen führte er in den Schlachten bei Friedland (14. Juni 1807), Regensburg (19./23. April 1809) und Wagram (5./6. Juli 1809) ein eigenes Kommando.
Auf Wunsch Napoleons ging Decouz 1809 ins Königreich Neapel und unterstützte dort Marschall Joachim Murat. Neben den dienstlichen Obliegenheiten schlossen die beiden Freundschaft und Decouz wurde der Pate von Murats Sohn Napoleon Achille. Anlässlich von Napoleons Russlandfeldzug kehrte Decouz im Stab von Murat 1812 wieder nach Paris zurück.
In diesem Krieg nahm Decouz u. a. an den Kämpfen bei Smolensk (17./18. August 1812), Borodino (7. September 1812), Krasnoje (15./18. November 1812) und an der Beresina (26./28. November 1812) teil.
Im März 1813 wechselte Decouz von der Grande Armée zur Garde impériale und kämpfte u. a. bei Bautzen (20./21. Mai 1813). Im August desselben Jahres wurde er dort zum Général de division befördert und als solcher kämpfte er u. a. bei Dresden (26./27. August 1813).
Ab Januar 1814 gehörte er dem Stab des Marschalls Michel Ney an und kämpfte unter dessen Befehl in der Schlacht bei Brienne (29. Januar 1814). Dort wurde er schwer verwundet und noch in der Nacht in ein Militärlazarett nach Paris gebracht. Am 18. Februar 1814 starb General Pierre Decouz an seinen Verletzungen und fand seine letzte Ruhestätte auf dem Friedhof Père-Lachaise (22. Division).
Das Château de Carron bei Francin (Département Savoie) ist seit 1811 im Besitz der Familie Decouz und zählt seit 1989 zu den Monuments historiques.

## Ehrungen
- 1808 baron de l’Émpire
- 1809 Kommandeur der Ehrenlegion
- 1809 Orden der Eisernen Krone
- Sein Name findet sich am östlichen Pfeiler (17. Spalte) des Triumphbogens am Place Charles de Gaulle (Paris)